# Grzybówka paprociowa

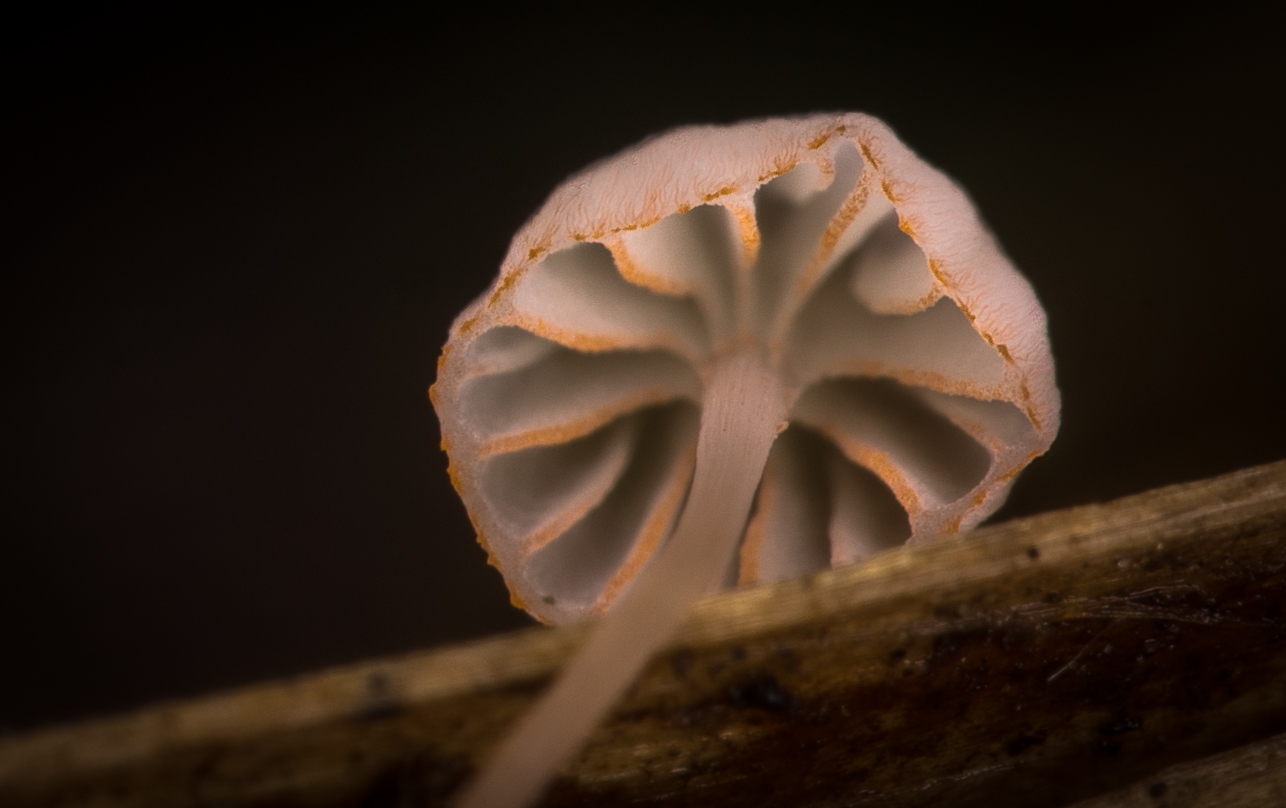

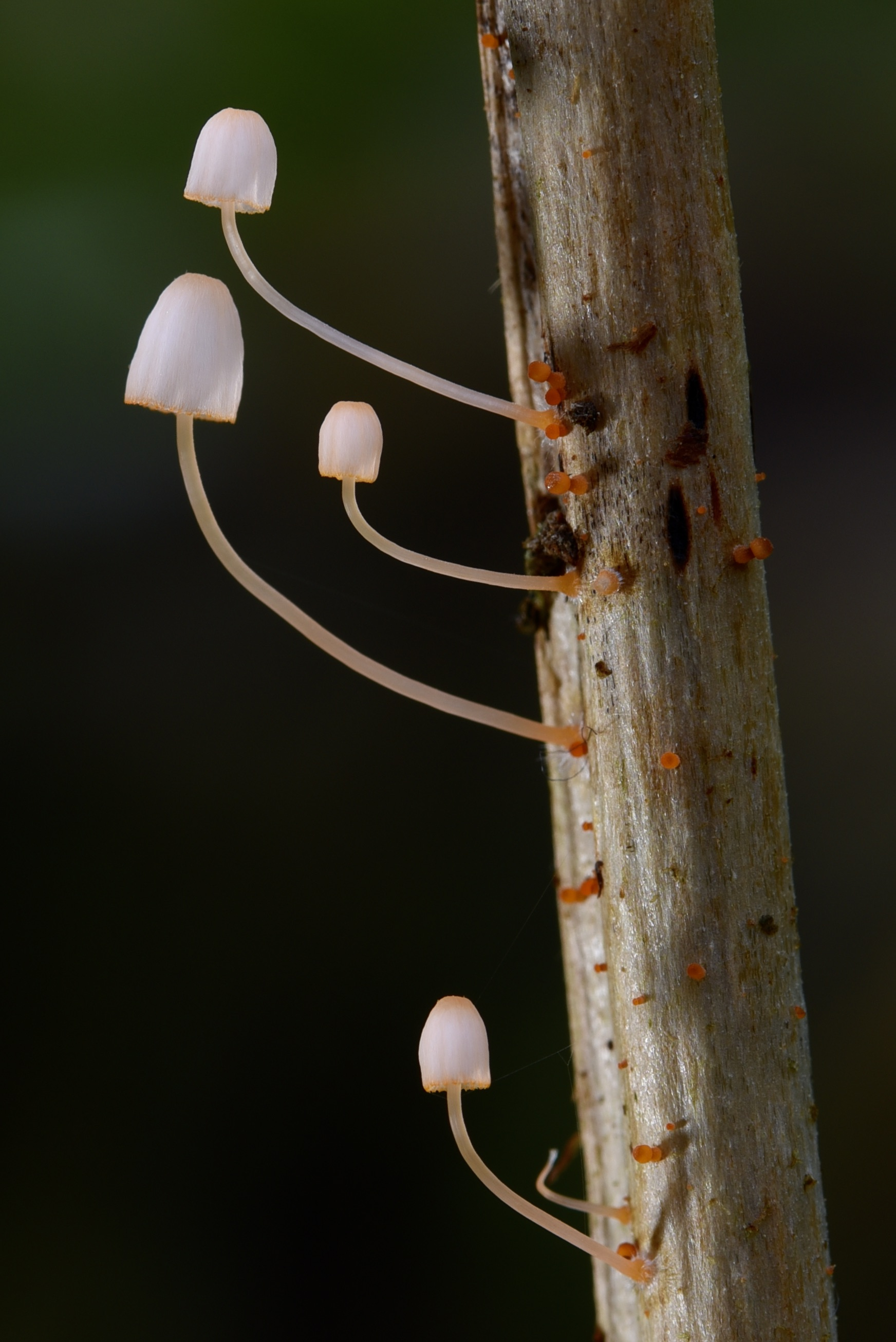

Grzybówka paprociowa (Mycena pterigena (Fr.) P. Kumm.) – gatunek grzybów z rodziny grzybówkowatych (Mycenaceae).

## Systematyka i nazewnictwo
Pozycja w klasyfikacji według Index Fungorum: Mycena, Mycenaceae, Agaricales, Agaricomycetidae, Agaricomycetes, Agaricomycotina, Basidiomycota, Fungi.
Takson ten opisał w 1815 r. Elias Fries nadając mu nazwę Agaricus pterigenus. Obecną, uznaną przez Index Fungorum nazwę nadał mu Paul Kummer w 1871 r.
Synonimy: 
- Agaricus pterigenus Fr. 1815
- Agaricus rubeolarius With. 1796

Polską nazwę nadała Maria Lisiewska w 1987 r.

## Morfologia
Kapelusz
Średnica 1,5–3 (–5) mm, początkowo cylindryczny, potem stożkowaty, lekko wklęsły, bardzo płytko bruzdowany, półprzeźroczyście prążkowany. Powierzchnia oprószona, błyszcząca, jasnoróżowa, czasem bardzo jasnobrązowa w środku, na brzegu o barwie od beżowej do białej.
Blaszki
W liczbie 5–11 dochodzących do trzonu, wypukłe, szeroko przyrośnięte i zbiegające, białe. Ostrza różowe.
Trzon
Wysokość 10–30 mm, grubość 0,2–0,3 mm, prosty, giętki, równy. Powierzchnia naga, początkowo na wierzchołku czarna, niżej szara, następnie różowa do białawej. Podstawa nieco bulwiasta z promienistymi białymi włóknami.
Miąższ
Bez zapachu.
Cechy mikroskopowe
Podstawki 20–27 × 8–10 µm, szeroko maczugowate, 4-zarodnikowe. Zarodniki 7,5–12,5 × 4–5 µm, pipetowate, gładkie, amyloidalne. Cheilocystydy 20–40 × 7–20 µm, tworzące sterylne pasmo, maczugowate, spiczaste z czerwonawą zawartością, pokryte dość licznymi, prostymi, rzadko rozgałęzionymi, cylindrycznymi naroślami o nierównej długości 2–13,5 × 0,5–1 μm. Pleurocystyd brak. Trama blaszek dekstrynoidalna, w odczynniku Melzera brązowawo-winna. Strzępki włosków kapelusza o szerokości 2–10 µm, gęsto pokryte brodawkami lub krótkimi, cylindrycznymi wybrzuszeniami o szerokości 0,5–2 × 0,5 µm, na brzegu kapelusza zakończone cystydami podobnymi do cheilocystyd. Strzępki warstwy korowej trzonu o szerokości 2–5 μm, gęsto pokryte prostymi cylindrycznymi wybrzuszeniami 1–3 × 0,5–1 μm, komórki końcowe słabo rozdęte. W strzępkach liczne sprzążki.

## Występowanie i siedlisko
Znane jest występowanie grzybówki białoostrzowej w wielu krajach Europy, na zachodnim wybrzeżu Ameryki Północnej i w Rosji. Władysław Wojewoda w zestawieniu grzybów wielkoowocnikowych Polski w 2003 r. przytacza 10 stanowisk. Bardziej aktualne stanowiska podaje internetowy atlas grzybów. Znajduje się na Czerwonej liście roślin i grzybów Polski. Ma status V – gatunek narażony, który zapewne w najbliższej przyszłości przesunie się do kategorii wymierających, jeśli nadal będą działać czynniki zagrożenia.
Grzyb saprotroficzny. Występuje w lasach liściastych na martwych pędach traw, paproci i ich korzeniach, rzadziej na innych szczątkach organicznych. Owocniki najczęściej pojawiają się od września do listopada.

## Gatunki podobne
Grzybówka paprociowa jest łatwa do zidentyfikowania ze względu na występowanie na rozkładających się łodygach paproci, niewielki rozmiar, różową barwę kapelusza i trzonu oraz różowe ostrza blaszek. Sporadycznie można znaleźć białe okazy rosnące wśród owocników o normalnym zabarwieniu. Na paprociach rośnie także Mycena lohwagii, ale ma kapelusz o barwie od bladobrązowej do białej i większą liczbę blaszek dochodzących do trzonu. Odróżnia się także innymi cechami zarówno makroskopowymi, jak mikroskopowymi.